# Lijst van gemeenten in het departement Rhône
Hieronder volgt een lijst van de 208 gemeenten (communes) in het Franse departement Rhône (departement 69D).

## A
Affoux
- Aigueperse
- Alix
- Ambérieux
- Amplepuis
- Ampuis
- Ancy
- Anse
- L'Arbresle
- Les Ardillats
- Arnas
- Aveize
- Azolette

## B
Bagnols
- Beaujeu
- Beauvallon
- Belleville
- Belmont-d'Azergues
- Bessenay
- Bibost
- Blacé
- Le Bois-d'Oingt
- Le Breuil
- Brignais
- Brindas
- Brullioles
- Brussieu
- Bully

## C
Cenves
- Cercié
- Chabanière
- Chambost-Allières
- Chambost-Longessaigne
- Chamelet
- La Chapelle-sur-Coise
- Chaponnay
- Chaponost
- Charentay
- Charnay
- Chasselay
- Châtillon
- Chaussan
- Chazay-d'Azergues
- Chénas
- Chénelette
- Les Chères
- Chessy
- Chevinay
- Chiroubles
- Civrieux-d'Azergues
- Claveisolles
- Cogny
- Coise
- Colombier-Saugnieu
- Communay
- Condrieu
- Corcelles-en-Beaujolais
- Cours
- Courzieu
- Cublize

## D
Denicé
- Deux-Grosnes
- Dième
- Dommartin
- Dracé
- Duerne

## E
Échalas
- Émeringes
- Éveux

## F
Fleurie
- Fleurieux-sur-l'Arbresle
- Frontenas

## G
Genas
- Gleizé
- Grandris
- Grézieu-la-Varenne
- Grézieu-le-Marché

## H
Les Haies
- Les Halles
- Haute-Rivoire

## J
Jons
- Joux
- Juliénas
- Jullié

## L
Lacenas
- Lachassagne
- Lamure-sur-Azergues
- Lancié
- Lantignié
- Larajasse
- Légny
- Lentilly
- Létra
- Limas
- Loire-sur-Rhône
- Longes
- Longessaigne
- Lozanne
- Lucenay

## M
Marchampt
- Marcilly-d'Azergues
- Marcy
- Marennes
- Meaux-la-Montagne
- Messimy
- Meys
- Millery
- Moiré
- Montagny
- Montmelas-Saint-Sorlin
- Montromant
- Montrottier
- Morancé
- Mornant

## O
Odenas
- Orliénas

## P
Le Perréon
- Pollionnay
- Pomeys
- Pommiers
- Porte des Pierres Dorées
- Poule-les-Écharmeaux
- Propières
- Pusignan

## Q
Quincié-en-Beaujolais

## R
Ranchal
- Régnié-Durette
- Riverie
- Rivolet
- Ronno
- Rontalon

## S
Sain-Bel
- Saint-André-la-Côte
- Saint-Appolinaire
- Saint-Bonnet-des-Bruyères
- Saint-Bonnet-de-Mure
- Saint-Bonnet-le-Troncy
- Saint-Clément-de-Vers
- Saint-Clément-les-Places
- Saint-Clément-sur-Valsonne
- Saint-Cyr-le-Chatoux
- Saint-Cyr-sur-le-Rhône
- Saint-Didier-sur-Beaujeu
- Saint-Étienne-des-Oullières
- Saint-Étienne-la-Varenne
- Saint-Forgeux
- Saint-Genis-l'Argentière
- Saint-Georges-de-Reneins
- Saint-Germain-Nuelles
- Saint-Igny-de-Vers
- Saint-Jean-d'Ardières
- Saint-Jean-des-Vignes
- Saint-Jean-la-Bussière
- Saint-Julien
- Saint-Julien-sur-Bibost
- Saint-Just-d'Avray
- Saint-Lager
- Saint-Laurent-d'Agny
- Saint-Laurent-de-Chamousset
- Saint-Laurent-de-Mure
- Saint-Marcel-l'Éclairé
- Saint-Martin-en-Haut
- Saint-Nizier-d'Azergues
- Saint-Pierre-de-Chandieu
- Saint-Pierre-la-Palud
- Saint-Romain-de-Popey
- Saint-Romain-en-Gal
- Saint-Romain-en-Gier
- Saint-Symphorien-d'Ozon
- Saint-Symphorien-sur-Coise
- Saint-Vérand
- Saint-Vincent-de-Reins
- Sainte-Catherine
- Sainte-Colombe
- Sainte-Consorce
- Sainte-Foy-l'Argentière
- Sainte-Paule
- Salles-Arbuissonnas-en-Beaujolais
- Sarcey
- Les Sauvages
- Savigny
- Sérézin-du-Rhône
- Simandres
- Soucieu-en-Jarrest
- Sourcieux-les-Mines
- Souzy

## T
Taluyers
- Taponas
- Tarare
- Ternand
- Ternay
- Theizé
- Thizy-les-Bourgs
- Thurins
- Toussieu
- Trèves
- Tupin-et-Semons

## V
Val d'Oingt
- Valsonne
- Vaugneray
- Vaux-en-Beaujolais
- Vauxrenard
- Vernay
- Villechenève
- Villefranche-sur-Saône
- Ville-sur-Jarnioux
- Villié-Morgon
- Vindry-sur-Turdine
- Vourles

## Y
Yzeron